# Jana Romanova
Jana Sergeevna Romanova (in russo Яна Сергеевна Романова?; Kurgan, 11 maggio 1983) è un'ex biatleta russa.

## Biografia
In Coppa del Mondo esordì il 17 gennaio 2008 nella sprint di Anterselva (13ª) e ottenne la prima vittoria, nonché il primo podio, il 13 dicembre 2009 a Hochfilzen nella staffetta.
In carriera prese parte a due edizioni dei Giochi olimpici invernali: a Vancouver 2010 (55ª nell'individuale) e a Soči 2014 (19ª nella sprint, 53ª nell'individuale, 23ª nell'inseguimento, 2ª nella staffetta), e a sei dei Campionati mondiali (7ª nell'individuale a Östersund 2008 e 4ª nella staffetta mista a Chanty-Mansijsk 2010 i migliori piazzamenti).
Nell'ambito delle inchieste sul doping di Stato in Russia, il 27 novembre 2017 il Comitato Olimpico Internazionale accertò una violazione delle normative antidoping da parte della Romanova in occasione delle Olimpiadi di Soči, annullando conseguentemente i risultati ottenuti e proibendole di partecipare a future edizioni dei Giochi olimpici. La Romanova, nel frattempo ormai ritiratasi dalle competizioni, presentò ricorso contro tale decisione; questo venne accolto dal Tribunale Arbitrale dello Sport il 24 settembre 2020, annullando così le sanzioni comminate dal CIO ad eccezione della squalifica nella prova a staffetta poiché Ol'ga Zajceva, anch'essa componente di quel quartetto russo, fu invece ritenuta colpevole di aver infranto le normative sull'uso di sostanze proibite.

## Palmarès

### Mondiali juniores
- 3 medaglie:
  - 1 oro (staffetta a Kościelisko 2003);
  - 2 argenti (sprint, inseguimento a Kościelisko 2003).

### Europei
- 2 medaglie:
  - 1 argento (sprint a Ufa 2009);
  - 1 bronzo (inseguimento a Ufa 2009).

### Coppa del Mondo
- Miglior piazzamento in classifica generale: 23ª nel 2010
- 4 podi (1 individuale, 3 a squadre):
  - 3 vittorie (1 individuale, 2 a squadre)
  - 1 secondo posto (a squadre)

#### Coppa del Mondo - vittorie
| Data             | Località             | Nazione   | Spec.                                                     |
| ---------------- | -------------------- | --------- | --------------------------------------------------------- |
| 13 dicembre 2009 | Hochfilzen           | Austria   | RL (con Svetlana Slepcova, Anna Bulygina e Ol'ga Zajceva) |
| 25 marzo 2010    | Chanty-Mansijsk      | Russia    | SP                                                        |
| 6 febbraio 2015  | Nové Město na Moravě | Rep. Ceca | SMX (con Aleksej Volkov)                                  |

Legenda:

SP = sprint

RL = staffetta

SMX = staffetta mista individuale